# Gesomyrmex kalshoveni
Gesomyrmex kalshoveni är en myrart som beskrevs av Wheeler 1929. Gesomyrmex kalshoveni ingår i släktet Gesomyrmex och familjen myror.

## Underarter
Arten delas in i följande underarter:
- G. k. gracilis
- G. k. kalshoveni